# Лозица (област Бургас)
 За другото българско село вижте Лозица (Област Плевен).  
Лозица е село в Югоизточна България. То се намира в община Сунгурларе, област Бургас.

## География
Селото се намира на 7 km от общинския център Сунгурларе и на 78 km от областния център Бургас.

## Население

### Етнически състав
Преброяване на населението през 2011 г.
Численост и дял на етническите групи според преброяването на населението през 2011 г.:
|                     | Численост |
| Общо                | 12        |
| Българи             | -         |
| Турци               | -         |
| Цигани              | -         |
| Други               | -         |
| Не се самоопределят | -         |
| Неотговорили        | -         |